# Neil Jordan
Pour les articles homonymes, voir Jordan.
Neil Jordan est un réalisateur, producteur, scénariste et écrivain irlandais, né le 25 février 1950 à Sligo.

## Biographie
C'est en 1984 que  Neil Jordan se révèle au grand public avec le film La Compagnie des loups, adaptation fantastique du conte du Petit Chaperon rouge, version qui mêle au conte le thème du loup-garou, remarqué notamment lors du Festival international du film fantastique d'Avoriaz.
Il s'attache à l'histoire nationale de son pays natal dans le film Michael Collins, consacré à l'un des pères de l'indépendance irlandaise. Ce film est récompensé du Lion d'or à la Mostra de Venise 1996.
Il préside le jury de la sélection officielle du Festival international du film de Saint-Sébastien 2019, qui remet la Coquille d'or au film Pacificado.

## Vie privée
Résidant à Dublin, Neil Jordan est marié à la Canadienne Brenda Rawn, assistante exécutive de plusieurs de ses films. Ensemble, ils ont 2 enfants.

## Filmographie
Sauf indication contraire, les informations mentionnées dans cette section peuvent être confirmées par la base de données cinématographiques IMDb,  présente dans la section « Liens externes ».

### Comme réalisateur
- 1982 : Angel
- 1984 : La Compagnie des loups (The Company of Wolves)
- 1986 : Mona Lisa
- 1988 : High Spirits
- 1989 : Nous ne sommes pas des anges (We're No Angels)
- 1991 : L'Étrangère (The Miracle)
- 1992 : The Crying Game
- 1994 : Entretien avec un vampire (Interview with the Vampire)
- 1996 : Michael Collins
- 1997 : Le Garçon boucher (The Butcher Boy)
- 1999 : Prémonitions (In Dreams)
- 1999 : La Fin d'une liaison (The End of the Affair)
- 2002 : L'Homme de la Riviera (The Good Thief)
- 2005 : Breakfast on Pluto
- 2007 : À Vif (The Brave One)
- 2009 : Ondine
- 2011-2013 : The Borgias (série télévisée) - 6 épisodes
- 2012 : Byzantium
- 2018 : Greta
- 2022 : Marlowe

Clips musicaux
- 1987 : Red Hill Mining Town de U2
- 1990 : Red Hot and Blue - segments Miss Otis Regrets et Just One Of Those Things

### Scénariste
- 1979 : Miracles & Miss Langan (TV) de Pat O'Connor
- 1981 : Traveller de Joe Comerford
- 1982 : Angel de lui-même
- 1984 : La Compagnie des loups (The Company of Wolves) de lui-même
- 1986 : Mona Lisa de lui-même
- 1988 : High Spirits de lui-même
- 1991 : L'Étrangère (The Miracle) de lui-même
- 1992 : The Crying Game de lui-même
- 1996 : Michael Collins de lui-même
- 1997 : Le Garçon boucher (The Butcher Boy) de lui-même
- 1999 : Prémonitions (In Dreams) de lui-même
- 1999 : La Fin d'une liaison (The End of the Affair) de lui-même
- 2002 : L'Homme de la Riviera (The Good Thief) de lui-même
- 2003 : Les Acteurs (The Actors) de Conor McPherson (histoire uniquement)
- 2005 : Breakfast on Pluto de lui-même
- 2009 : Ondine de lui-même
- 2011-2013 : The Borgias (série télévisée) - 20 épisodes
- 2018 : Greta de lui-même
- 2017 : Riviera (série télévisée) - 10 épisodes

### Producteur / producteur délégué
- 1988 : The Courier (en) de Frank Deasy et Joe Lee
- 1997 : Le Garçon boucher (The Butcher Boy) de lui-même
- 1999 : The Last September de Deborah Warner
- 1999 : La Fin d'une liaison (The End of the Affair) de lui-même
- 2002 : L'Homme de la riviera (The Good Thief) de lui-même
- 2003 : Les Acteurs (The Actors) de Conor McPherson
- 2003 : Intermission de John Crowley
- 2005 : Breakfast on Pluto de lui-même
- 2009 : Ondine de lui-même
- 2011-2013 : The Borgias (série télévisée) - 29 épisodes
- 2017 : Riviera (série télévisée) - 10 épisodes
- 2018 : Greta de lui-même

## Récompenses et distinctions
Source et distinctions complètes : Internet Movie Database
- Oscars 1993 : meilleur scénario original pour The Crying Game
- Mostra de Venise 1996 : Lion d'or pour Michael Collins
- Berlinale 1998 : Ours d'argent de la meilleure réalisation pour Le Garçon boucher
- BAFTA 2000 : meilleur scénario adapté pour le film La Fin d'une liaison
- IFTA 2014 : meilleur réalisateur pour Byzantium

## Œuvre littéraire
Neil Jordan a par ailleurs écrit plusieurs romans et nouvelles :
- Night in Tunisia (1976, recueil de nouvelles)
- The Past (1980)
- The Dream of a Beast (1983)
- Sunrise with Sea Monster (1994) (publié aux États-Unis sous le titre Nightlines)
- Shade (2005)
- Mistaken (2011)
- The Drowned Detective (2016)
- Carnivalesque (2017)[2]

Il obtient plusieurs prix :
- Guardian Fiction Prize et prix Somerset-Maugham pour Night in Tunisia (1979)
- Rooney Prize for Irish Literature (en) en 1981[3]
- Irish PEN Award (en) 2004
- prix Kerry Group Irish Fiction pour Shade (2005) et Mistaken (2011)[4],[5]
- roman de l'année aux Irish Book Awards 2011 pour Mistaken[6]